# 哈里斯堡鎮區 (伊利諾伊州薩林縣)
哈里斯堡鎮區（英語：Harrisburg Township）是位於美國伊利諾伊州薩林縣的一個行政鎮區。

## 地方資料
根據2010年美國人口普查的數據，哈里斯堡鎮區的面積為96.70平方千米，當中陸地面積為94.40平方千米，而水域面積為2.30平方千米。當地共有人口10536人，而人口密度為每平方千米108.96人。